# Костин, Сергей Вячеславович
Сергей Вячеславович Костин (1969—1999) — российский офицер воздушно-десантных войск. Герой Российской Федерации (10.09.1999, посмертно)? гвардии майор.

## Биография
Родился 10 ноября 1969 года в поселке Красная Поляна Хотынецкого района Орловской области. В раннем возрасте вместе с семьей переехал в село Захарково Конышевского района Курской области. Окончил среднюю школу, в 1987 году — Московское суворовское военное училище.
В Вооружённых Силах СССР с 1987 года. В 1991 году окончил Рязанское высшее воздушно-десантное командное училище.
Служил в частях Воздушно-десантных войск в 108-м гвардейском парашютно-десантном полку в городах Каунас (Литва), Майкоп (Республики Адыгея), Новороссийск Краснодарского края. Командовал парашютно-десантным взводом и ротой. С января по июль 1995 года героически сражался в боях Первой чеченской войны. Рота под его командованием отличилась в боях за Грозный, Шатой, Чечен-Юрт[уточнить]. За участие в этих боях был награждён орденом и медалью.
С 1996 года был начальником штаба парашютно-десантного батальона. В 1997 году батальон был передислоцирован в Дагестан, где обстановка стала накаляться сразу после так называемого «Хасавюртовского мира».

## Подвиг
Начиная с марта 1999 года, гвардии майор Костин командовал парашютно-десантным батальоном 108-го гвардейского парашютно-десантного полка 7-й гвардейской воздушно-десантной дивизии. В начале августа 1999 года началось вторжение боевиков в Дагестан, и поднятый по тревоге батальон был переброшен в Ботлихский район Дагестана. Боевики подошли вплотную к районному центру, но отряд десантников общим числом в 63 человека под командованием Костина проник в расположение боевиков и внезапно атаковал их укреплённые позиции на высоте «Ослиное Ухо». Перебив боевиков, занимавших эту господствующую над местностью и идущими в Ботлих дорогами высоту, десантники открыли огонь по отрядам противника.
В ответ боевики под командованием Шамиля Басаева и Хаттаба начали мощный обстрел высоты, и чуть позже бросили в атаку большие силы с целью занять высоту. Умело используя боевой опыт, Костин эффективно распределил своих бойцов по огневым точкам, укрепил уже построенные позиции, подготовил новые и обеспечил точную корректировку артиллерийского огня. Атаки боевиков неизбежно натыкались на мощный отпор защитников высоты. Десантники удерживали позиции на протяжении семи с половиной часов, а когда стали заканчиваться боеприпасы и враг вплотную прорывался к позициям, Костин возглавлял контратаки, переходившие в рукопашные схватки. Комбат Костин при отражении очередной атаки был смертельно ранен. Вместе с ним погибли ещё одиннадцать бойцов.
Позже на помощь десантникам подошли мотострелковые части и, несмотря на плохие погодные условия, вступила в бой авиация. Замкомбата гвардии майор Эдуард Цеев возглавил поредевший отряд десантников и с боем прорвал кольцо окружения. Десантники отошли в полном порядке, вынеся с поля боя всех раненых и погибших товарищей; тело своего комбата вынес майор Цеев. Потеря высоты Ослиное ухо стало полной неожиданностью для врага и переломным моментом в боях в Ботлихском районе. Через несколько дней боевики ушли оттуда.
Указом Президента Российской Федерации № 1204 от 10 сентября 1999 года за мужество и героизм, проявленные в контртеррористической операции на Северном Кавказе гвардии майору Костину Сергею Вячеславовичу посмертно присвоено звание Героя Российской Федерации. Этим же указом звание Героя России получил и гвардии майор Цеев.
Сергей Костин был похоронен в селе Захарково Конышевского района Курской области.

## Память
- Имя Сергея Вячеславовича Костина было присвоено Дремово-Черемошанской школе Конышевского района Курской области.
- Почётная награда медаль «Герой России Сергей Костин»[2].
- Бюст Сергея Костина установлен в деревне Анахина Октябрьского района Курской области.

## Награды
- Герой Российской Федерации
- Орден Мужества
- Медаль «За отвагу»